# التوارشة (رأس العين الشاوية)
التوارشة هي إحدى مشيخات المملكة المغربية، تتبع جغرافيا لإقليم سطات وإداريًا لرأس العين الشاوية. يقدر عدد سكانها بـ 2202 نسمة حسب الإحصاء الرسمي للسكان والسكنى لسنة 2004.